# Lysiloma tergemina
Lysiloma tergemina är en ärtväxtart som beskrevs av George Bentham. Lysiloma tergemina ingår i släktet Lysiloma och familjen ärtväxter. Inga underarter finns listade i Catalogue of Life.